# Barys Kit
Barys Uladzimirovič Kit (in bielorusso Барыс Уладзіміравіч Кіт?; in russo Борис Владимирович Кит?, Borýs Vladimiravich Kyt; San Pietroburgo, 6 aprile 1910 – Francoforte sul Meno, 1º febbraio 2018) è stato un ingegnere, matematico e fisico bielorusso naturalizzato statunitense autore del primo manuale sui propellenti per razzi, Rocket Propellant Handbook.

## Biografia
Nato a San Pietroburgo nell'allora Impero russo da una famiglia bielorussa originaria di Aharodniki (ora frazione di Karėličy nella regione di Hrodna) di impiegati al Dipartimento delle Poste e Telegrafi. In seguito alla Rivoluzione d'ottobre, nel 1918 la famiglia tornò nel paese natale, che era stato annesso alla Polonia.
Studiò alla scuola polacca del paese natale dei genitori, poi si laureò al liceo di Navahrudak e nel 1928 incominciò i propri studi in fisica e matematica all'Università di Wilna (allora in Polonia e oggi in Lituania), dove si laureò nel 1933.
Dopo l'annessione di Wilna alla Lituania nel 1939, ritornò a Aharodniki e divenne preside della Scuola Superiore di Navahrudak. In seguito lavorò come insegnante nel villaggio di Lebedzeva, e come direttore della Scuola Magistrale di Pastavy durante l'occupazione tedesca. Sospettato di avere legami con la resistenza bielorussa, venne arrestato dal Sicherheitsdienst (il servizio segreto delle SS) e scontò alcuni mesi di carcere rischiando di esser condannato a morte, ma venne salvato dai suoi ex allievi.
Nonostante questo venne visto dai sovietici come un collaboratore dei nazisti, e con l'avanzata sovietica fu quindi costretto a spostarsi nel 1944 con la propria famiglia in Germania, dapprima a Opfenbach, poi a Lindau e infine a Monaco di Baviera. In Germania lavorò come insegnante alla Scuola Nazionale Ucraina di Monaco, e una volta finita la guerra studiò medicina all'Università di Monaco di Baviera. Alla fine del 1948 decise di emigrare negli Stati Uniti, dove nel 1950 si stabilì a Los Angeles lavorando in varie industrie chimiche e farmaceutiche.
A metà anni '50 cominciò la sua attività nel campo dell'astronautica e per 25 anni lavorò nel programma spaziale statunitense; tra i suoi progetti principali c'è il lavoro di ricerca e sviluppo del missile da crociera Navaho della North American Aviation, e diede inoltre il supporto matematico all'allunaggio per il Programma Apollo, che portò con l'Apollo 11 l'uomo sulla Luna.

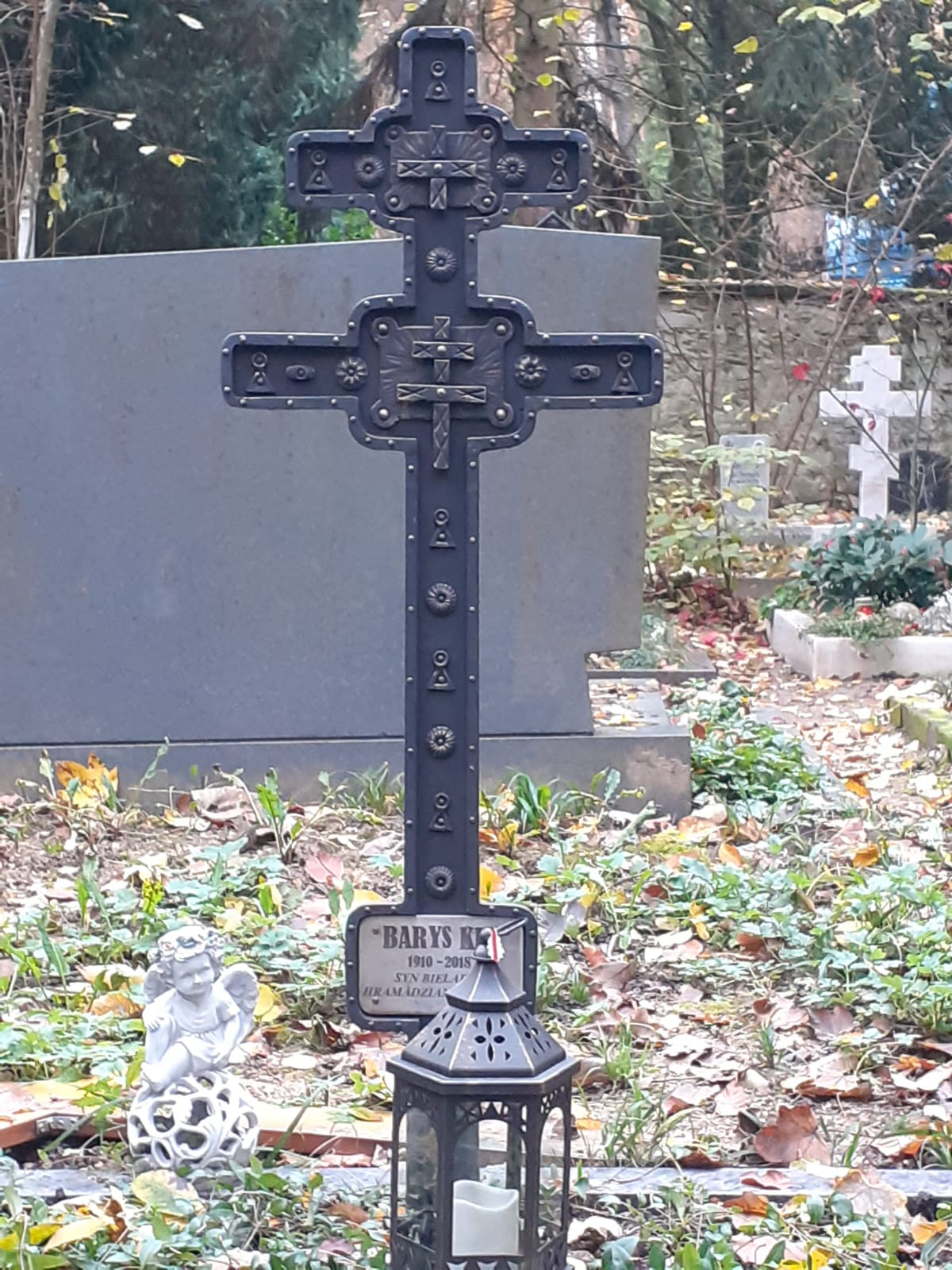
Croce grave nel cimitero russo sul Neroberg a Wiesbaden

Nel 1960 pubblicò assieme a Douglas S. Evered il Rocket Propellant Handbook e nel 1972 tornò a vivere in Germania decidendo di intraprendere una carriera in Europa. Iniziò a insegnare matematica presso l'European College dell'Università del Maryland a Heidelberg nel 1973, dove effettuò una ricerca sul lavoro del matematico e professore all'Università di Vilnius Antoni Zygmund. Nel 1982, all'età di 72 anni, conseguì un dottorato di ricerca in matematica e storia della scienza presso l'Università di Ratisbona. Infine si stabilì a Francoforte sul Meno.
Nonostante la sua emigrazione, Kit è rimasto un bielorusso consapevole per tutta la vita: "Tutto quello che ho fatto nella mia vita, l'ho fatto per la mia patria e la sua fama". Ha vissuto i suoi ultimi anni in una casa di cura ebraica e ha festeggiato il suo 107º compleanno nel 2017. È morto il 1º febbraio 2018 a Francoforte sul Meno.
Barys Kit è stato membro della Belarusian Soros Foundation con sede a Torrance in California ed è stato vicepresidente della International Academy of Astronautics. Una capsula del tempo con il nome di Kit è stata murata nel Campidoglio di Washington.

## Pubblicazioni
- Boris Kit, Douglas S. Evered. Rocket Propellant Handbook. The Macmillan Company, 1960.